# Alexandre Kudryavtsev
Alexandre Kudryavtsev (Ekaterinburg, 26 de outubro de 1985) é um tenista profissional russo, tem como melhor posicionamento de simples na lista da ATP, de 177°.